# Otto X. (Weimar-Orlamünde)

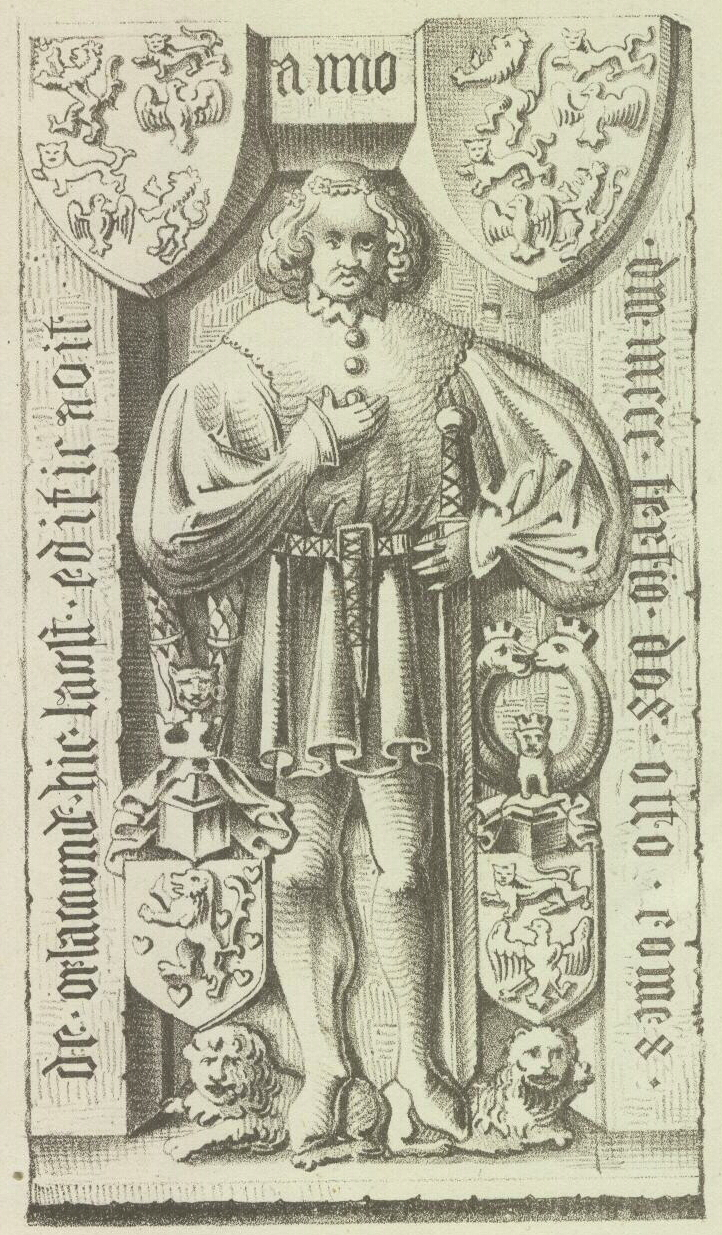
Epitaph von Otto X.

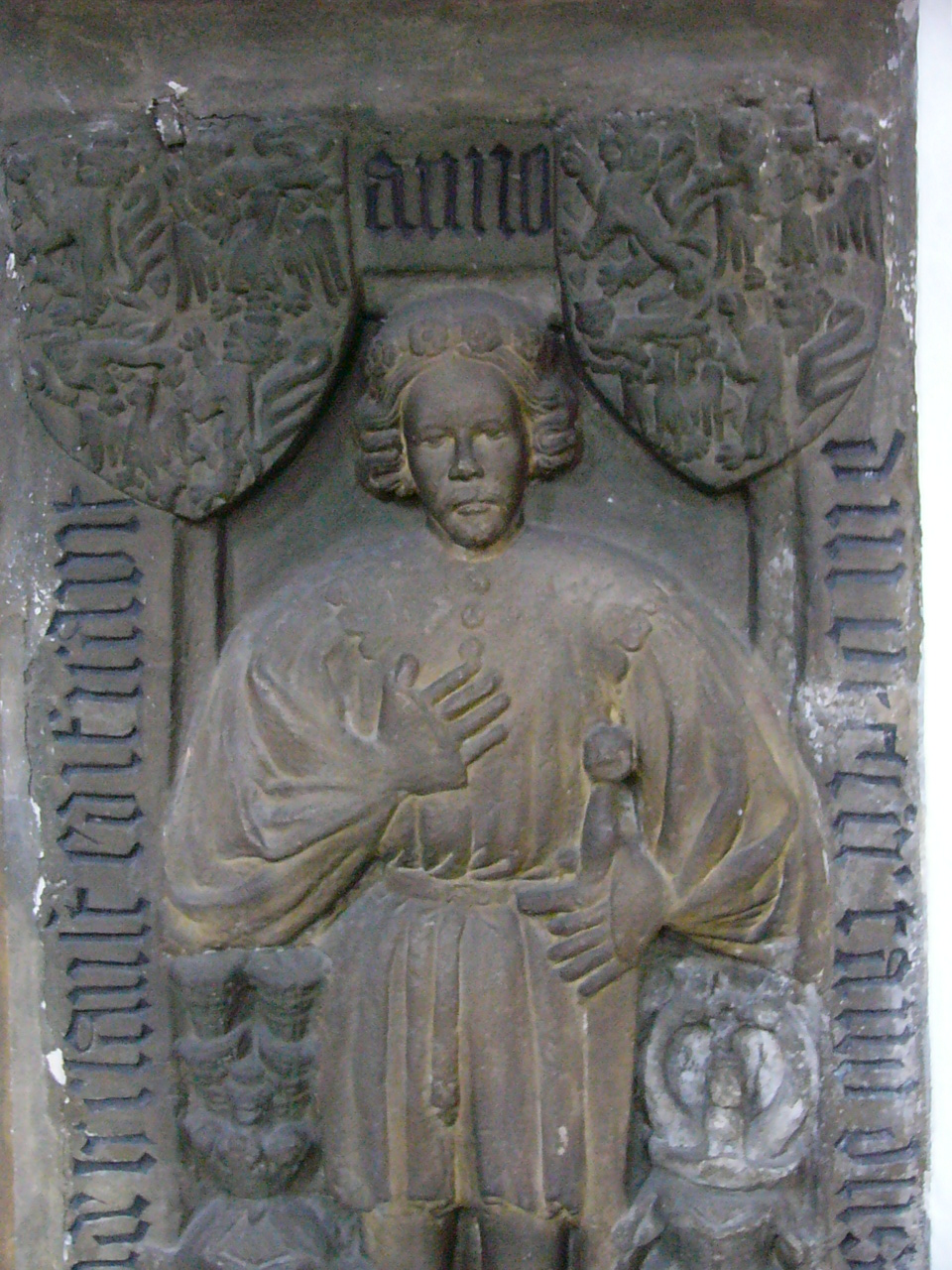
Ausschnitt aus dem Epitaph

Otto X. Graf von Weimar-Orlamünde, nach anderer Zählweise Otto VII. mit dem Namenszusatz vor dem Walde († 1403 in Ludwigsstadt), stammte aus dem Grafengeschlecht von Weimar-Orlamünde und verfügte über umfangreichen Besitz im heutigen Grenzraum zwischen Thüringen und Oberfranken.

## Leben
Otto X. stammte aus einer späten Nebenlinie des askanischen Grafengeschlechtes, welches Ende des 14. Jahrhunderts seine Grafschaft an die Wettiner verlor. Er war der Sohn von Friedrich II. (III.) von Orlamünde-Lauenstein (-1357/1367) und Sophie von Schwarzburg-Blankenburg (-1388), ein Nachfahre Hermanns III. Mit dem Enkel Ottos X., dem kurbrandenburgischen Geheimen Rat Friedrich VI. († nach 1486), und dessen Tochter Katharina († nach 1544), Nonne im Kloster Heiligkreuz bei Saalburg, starben die letzten Namensträger des Geschlechtes.
Er verfügte über umfangreichen Besitz u. a. am Übergang vom Thüringer Schiefergebirge zum Frankenwald, über Güter in Lichtenberg, Magdala und Gräfenthal (1387). Er war Herr auf Burg Lauenstein und Burg Schauenforst (1394). Sein Epitaph zeigt ihn vornehm gekleidet. Es befindet sich in Ludwigsstadt.

## Nachkommen
Otto X. war verheiratet (um 8. Juli 1395) mit Lukardis von Gera (* 1335; † zw. 16. Mai 1399 und 18. August 1415), Tochter von Heinrich V., Vogt und Herr von Gera (1308–1377) und Gräfin Mechtild von Käfernburg (1302–1376). Sie hatten folgende Nachkommen:
- Wilhelm von Weimar-Orlamünde-Lauenstein (* vor 1395; † zw. 15. Oktober 1450 und 3. März 1460) ⚭ (vor 14. März 1427) Katharina von Blankenhain († vor 1427)
- Siegmund von Weimar-Orlamünde-Lichtenberg (* vor 1395; † 2. Juli 1447)
- Anna von Weimar-Orlamünde († nach 1437)
- Otto XI. (IX.) von Weimar-Orlamünde-Gräfenthal († nach 30. März 1460) ⚭ Agnes von Beichlingen († vor 1422)
- Helene von Weimar-Orlamünde, Äbtissin im Kloster Hof (1435–1465)
- Elisabeth von Weimar-Orlamünde († nach 15. Juni 1449) ⚭ Graf Heinrich XXII. (XVIII.) von Schwarzburg-Leutenberg (1375–1434/38)